# 平栗あつみ
平栗 あつみ（ひらぐり あつみ、1963年2月3日 - ）は、日本の女優。長野県出身。血液型はAB型。

## 人物
桐朋学園短期大学演劇科を卒業後、演劇集団 円に入団。つかこうへいに見出され、『幕末純情伝』『熱海殺人事件』『銀ちゃんが逝く』など、つか作・演出の舞台作品に多数出演した。2004年には、文化庁の新進芸術家海外留学制度で、ロンドンに200日間の演劇留学を経験している。

## 出演

### テレビドラマ
- Mr.MARIC PRESENTS サイキックシアター うろこのない魚 （1990年 日本テレビ）
- 男の事情シリーズ(1) 弟よ!（1990年 日本テレビ）
- 侯爵殺人事件（1990年 テレビ東京）
- 殺意の地下森林（1991年 テレビ東京）
- 息子のご帰還2（1991年 TBS）
- 加賀友禅殺人事件（1991年 テレビ東京）
- 世にも奇妙な物語「人格改造ドリンク」（1991年 CX）
- 仕掛人・藤枝梅安 『四 梅安迷い箸』（1991年10月、フジテレビ系） - おとき
- 死体を運んだ男（1992年 関西テレビ）
- 春むかし（1992年 NHK）
- 帰ってきちゃった （1993年 NHK）
- 花の乱（1994年、NHK） - あぐり
- 刑事・野呂盆六2・殺意のマリア（1994年、TBS系） - 苗場銀子刑事
- TOKYO23区の女 江戸川区の女 （1996年 フジテレビ）
- 危険な関係（1999年、フジテレビ系）
- ラーメン刑事「龍」の殺人推理(1)（2000年10月、テレビ朝日系）
- ある日、嵐のように （2001年 NHK）
- ランチの女王（2002年、フジテレビ系） - 鶴野吉江
- 刑事・鬼貫八郎14・表と裏（2002年、日本テレビ系） - 伊達里子
- 3年B組金八先生（2007年 TBS系） - 長谷川清子
- 新マチベン 〜オトナの出番〜（2007年 NHK）
- 新・京都迷宮案内5 第10シリーズ（2008年2月、テレビ朝日系）第5話ゲスト
- 刺客請負人 第2シリーズ 第2話（2008年7月、テレビ東京）
- 日曜劇場 本日も晴れ。異状なし（2009年1月、TBS系） - 島袋友子
- 月曜ゴールデン　女タクシードライバーの事件日誌4　（2009年3月9日、TBS）
- 金曜ドラマ オルトロスの犬 第5話（2009年 8月、TBS）
- 日曜劇場 特上カバチ!! 第1話 第2話（2010年1月、TBS）
- 土曜時代劇 桂ちづる診察日録 第13話（2010年12月、NHK） - お妙
- CO 移植コーディネーター（2011年3月、WOWOW）
- 水曜ミステリー9　旅行作家・茶屋次郎9（2011年11月30日、テレビ東京） - 木村千夏
- 花嫁の父 （2012年 MBS）
- 神の舌を持つ男 第6話（2016年8月12日、TBS） - 山石早苗（コマ屋）[1]
- 新しい王様 season1,2（2019年1月～、TBS） - 高木
- 世にも奇妙な物語 '19秋の特別編「恋の記憶、止まらないで」（2019年、CX） ‐ 尾形幹子
- モコミ〜彼女ちょっとヘンだけど〜 第1話・2話（2021年1月23日 - 30日、テレビ朝日） - 下村純子 役
- おいハンサム!! 第2話 （2022年1月15日 東海テレビ） - 女社長（影がヘン） 役
- 悪女について  （2023年3月13日 NHK BS4K）
- おもかげ  （2023年3月27日 NHK BS4K）

### ラジオドラマ
- 首飾りと腕輪（2002年、NHK-FM）
- ウォーターマン（2006年、NHK-FM）
- はじまらないティータイム（2008年、NHK-FM）
- エトルリアの微笑み（2008年、NHK-FM）
- 聞こえの彼方（2012年、NHK-FM）
- もう一度あなたと（2014年、NHK-FM）
- 埋める女（2017年、NHK-FM）

### 配信ドラマ
- Family Village（2025年、Footage）

### テレビバラエティ等
- くらしのジャーナル この人とモーニングティー こだわり講座餃子（1991年6月、NHK）

### 映画
- 病院へ行こう（1990年、滝田洋二郎監督）
- うっそぴょーん!（1991年、製作総指揮；秋元康、今井啓毅生監督）
- 闇金ウシジマくん ザ・ファイナル（2016年、山口雅俊監督）
- いつくしみふかき（2018年、大山晃一郎監督）

### 舞台
- 夾竹桃が舞って風のような流離が始まった（1984年、演劇集団 円）
- 救いの猫ロリータはいま……（1985年、演劇集団 円）
- マック・ザ・ナイフ（1985年12月 - 1986年1月、スパイラルホール）
- PLAYZONE'86 MYSTERY（1986年7月5日 - 7月27日、少年隊） - ハイスクールのララバイ役
- 川を渡る夏（1986年、演劇集団 円)
- かもめ（1987年、演劇集団 円）
- 円こどもステージ 日本語なんてどんどこどん（1983年 - 1987年、演劇集団 円）
- アノニム（1988年、演劇集団 円）
- ドレフュス（1988年、演劇集団 円）
- 今日子（1989年、演劇集団 円）
- 幕末純情伝（1989年 - 1990年、つかこうへい事務所） - 沖田総司役
- 熱海殺人事件（1990年 - 1992年、つかこうへい事務所） - 水野刑事役
- 七人みさき（1991年、演劇集団 円） - 藤役
- 愛の勝利（演劇集団 円） - 王女レオニード役
- 花のお江戸の法界坊（1992年、RUP)
- 女殺桜地獄（1992年、善人会議）
- ねずみとり（1993年）
- 熱海殺人事件モンテカルロイリュージョン（1993年 ~ 1998年、つかこうへい事務所） - 水野刑事役
- 少女仮面（1994年、うらら舎）
- 蒲田行進曲 完結編 銀ちゃんが逝く（1995年 - 1996年、つかこうへい事務所）
- 贋作 罪と罰（1995年、NODA MAP)
- ピアノ（1996年 - 1997年、TPT）
- 白夜（1997年、TPT）
- 天守物語（1998年、パリ日本文化会館 空中庭園）
- 新大久保の猫（1998年、岡部企画）
- 愛の勝利（1999年、TPT）
- 悲劇フェードル（1999年、パリ日本文化会館 空中庭園）
- 二万七千光年の旅（2000年、RUP）
- ダンシングアットルーナッサ（2001年、劇工房ライミング）
- ペギーからお電話（2001年、兵庫舞台芸術）
- 青ひげ公の城（2003年、流山児事務所）
- 西へ行く女（2003年、演劇集団 円）
- 鹿鳴館（2004年、ポイント東京）
- コミックポテンシャル（2004年、加藤健一事務所）
- 繻子の靴 リーディング（2006年 - 2008年、パリ日本文化会館 空中庭園）
- エウメニデス（2007年、シアターX）
- メアリー・ステュアート（2007年、社団法人日本劇団協議会） - メアリー・ステュアート役
- 田舎奇談（2007年、松本市民芸術館）
- 十二夜　リーディング（2007年、光文社）
- ウルファウスト（2008年、松本市民芸術館）
- 新浄瑠璃 百鬼丸（2009年、劇団扉座）
- ハシムラ東郷（2009年、燐光群）
- 秋の感謝祭 つかこうへい その人と仕事を語り合う（2010年、劇作家協会） - リーディング、パネラー
- ドラマリーディングvol.1 シングを読む「谷の影」（2010年、演劇集団 円）
- 「日本の劇」戯曲賞「オトカ」（2011年、社団法人日本劇団協議会）
- 荒野に立つ（2011年、阿佐ヶ谷スパイダース）
- ルーマーズ 〜口から耳へ 耳から口へ〜（2012年、ル テアトル銀座 by PARCO）
- 万葉ファンタジスタ大伴家持　いやしけよごと（2013年、高岡市民会館）
- 土の中の教師たち ―啓蟄の頃―（2014年、Happy Hunting Ground vol.14）
- 非戦を選ぶ演劇人の会 ピースリーディング vol.17（2014年、非戦を選ぶ演劇人の会）
- 朽ちるまにまに（2014年、演劇集団 円）
- ルーマーズ 〜口から耳へ 耳から口へ〜（2015年、EXシアター六本木 by PARCO）
- L.G.が目覚めた夜（2024年、演劇集団 円）[2]
- リーディング 三島由紀夫 近代能楽集より「熊野」「班女」「葵上」（2024年、演劇集団 円）

### 吹き替え
- アンリ・デュナン物語〜赤十字誕生 - レオニー・ブール・ティブール
- ER IX 緊急救命室#194「いつわりの望み」#195「千羽鶴」 - シモンズ夫人〈エリザベス・モアヘッド〉
- ER XI 緊急救命室#241「治療拒否」 - エレナ・トバハス〈ヨランダ・ロイド・デルガド〉
- ER XII 緊急救命室#248「対立」 #250「あのとき何が…」 - ステファニー・ローウェンスタイン〈ジェシカ・ヘクト〉
- ER XIV 緊急救命室#291「戦争が帰ってきた」 - リーナ・ゴンザレス〈マーリーン・フォルテ〉
- ER XV 緊急救命室#319「幸せを求めて」 - ルネ・ウェバー・スチュワート〈ヘレン・エイゲンバーグ〉
- WITHOUT A TRACE/FBI 失踪者を追え! #34  - メリンダ
- デスパレートな妻たち　#32 #33 #36 - シスター・メアリー
- ファントム・ファイアー（クリス）
- あるスキャンダルの覚え書き
- 北京バイオリン - 佩文〔ペイウェン〕
- ミディアム5 霊能者アリソン・デュボア #5 - メレディス・バーンズ
- LOST #14「運命の子」 #27「漂流」 - スーザン

### TVCM
- ナチュラリ（NATURALI）「ずっと一緒があたりまえ」 - マネージャー役（2017年）[3]

### CD
- 狂おしく二人（作詞＝つかこうへい、作曲＝からさき昌一）

## 受賞歴
- 2019年
  - 門真国際映画祭 国内映画部門 最優秀助演女優賞（「いつくしみふかき」）